# Jiaoqu (sockenhuvudort i Kina, Xinjiang)
Jiaoqu (kinesiska: 郊区, 郊区乡) är en sockenhuvudort i Kina. Den ligger i den autonoma regionen Xinjiang, i den nordvästra delen av landet, omkring 430 kilometer nordväst om regionhuvudstaden Ürümqi. Antalet invånare är 314 586. Befolkningen består av 152 166 kvinnor och 162 420 män. Barn under 15 år utgör 11,0 %, vuxna 15-64 år 81 %, och äldre över 65 år 7,0 %.
Runt Jiaoqu är det ganska glesbefolkat, med 22 invånare per kvadratkilometer. Jiaoqu är det största samhället i trakten. Trakten runt Jiaoqu består i huvudsak av gräsmarker.
Genomsnittlig årsnederbörd är 288 millimeter. Den regnigaste månaden är juli, med i genomsnitt 52 mm nederbörd, och den torraste är februari, med 12 mm nederbörd.